# 제임스 헨리 로버츠 크롬웰
제임스 헨리 로버츠 크롬웰(James Henry Roberts Cromwell, 1896년 6월 4일 ~ 1990년 3월 19일)은 대한민국 독립 운동 공적을 인정받은 미국 정치인 겸 외교관이다.

## 생애

### 주요 이력
미국 뉴욕주 뉴욕 시티 출생이고 1912년에 미국 펜실베이니아주 필라델피아로 이주하여 그곳에서 성장하였다.
그는 1922년에 미국 정치 분야 입문을 하였는데 그 후 존 리드 하지 장군 등과의 미국 주재 대한제국 외교 관련 인연으로 인하여 1946년 8월 15일에서 1948년까지 대한민국 서울 방한 주재하던 시절 한국어 이름은 한덕리(韓德里)인데 그 이후 1948년 2월 29일을 기하여 한국어 이름을 한인수(韓璘守)로 개명키도 하였다.

### 대한제국 조선 독립 운동 관련 적극 지지
1942년 3월 1일 워싱턴에서 개최된 주미 한인 자유 대회에 미국 지원 체제 대표 연사로 대한민국 임시정부 승인과 무장 지원을 촉구하고, 동년 5월부터 한미협회 회장으로 미국 국무장관에게 대한 임시 정부 승인청원서와 대한제국 조선 독립 운동 지원을 촉구하는 서한을 보냈다. 이듬해 1943년 3월 대한민국 임시정부 승인을 촉구하는 서한을 뉴욕 포스트에 게재하고, 같은 해 1943년 4월 미국 MBS 라디오 방송에서 대한 임정 승인을 호소하는 라디오 방송 연설을 하였다.

## 사후
대한민국 정부에서는 고인의 공훈을 기리고자 2015년 3월 1일을 기하여 대한민국 건국포장을 추서하였다.

## 역대 선거 결과
| 선거명      | 직책명                  | 대수 | 정당   | 득표율 | 득표수    | 결과 | 당락 |
| ----------- | ----------------------- | ---- | ------ | ------ | --------- | ---- | ---- |
| 1940년 선거 | 상원의원 (뉴저지 제1부) | 77대 | 민주당 | 44.11% | 823,893표 | 2위  | 낙선 |